# Bugarska biskupska konferencija
Bugarska biskupska konferencija (lat.  Conferentia episcoporum Bulgariæ) stana je institucija Katoličke Crkve u Bugarskoj. Osnovana je u skladu s propisima kanonskoga prava te djeluje prema Zakoniku kanonskoga prava, i drugim propisima i uputama koje je izdala Sveta Stolica. Sastoji se od svih rimokatoličkih i grkokatoličkih biskupa i vjerskih predstavnika manjih crkava, kao i suradnika iz Bugarske pravoslavne crkve. Biskupska konferencija je najviše crkveno tijelo u Bugarskoj, koje ima pravo sazivanja Svete Sinode u okviru katoličke i pravoslavne crkve. Sjedište Konferencije nalazi se u Sofiji.

## Članovi
- Msgr. Kristo Projkov - predsjednik i rukovoditelj te egzarh u Sofiji,
- Msgr. Georgi Ivanov Jovčev - biskup Sofijsko-plovdivske biskupije,
- Msgr. Petko Jordanov Kristov - biskup Nikopoljske biskupije,
- Otac Srećko Rimac - tajnik.[1]

## Vijeća
Osim glavnog biskupskog vijeća, unutar Konferencije nalaze se i:
- Vijeće za kler,
- Vijeće za institucije apostolskog, posvećenog i društvenog života,
- Vijeće za disciplinu sakramenta,
- Vijeće za katoličko obrazovanje i radno osposobljavanje,
- Vijeće pastoralne skrbi i zdravstvene njege,
- Vijeće »lustitia et Pax«,
- Vijeće za podržavanje kršćanskog zajedništva,
- Vijeće »Cor unum«,
- Obiteljsko vijeće,
- Vijeće za sekularne stranke,
- Vijeće za katekizam.